# Курьер Сервис Экспресс
Курьер Сервис Экспресс (КСЭ) — российская логистическая и курьерская компания, предоставляющая полный спектр услуг по доставке документов, посылок и грузов как внутри страны, так и за рубежом. Компания была основана в 1997 году, первый офис был открыт в Москве, а в 2002 году был основан первый филиал в СПБ.

## Описание компании
«Курьер Сервис Экспресс» представляет собой курьерскую службу на территории России, начавшую свою деятельность в 1997 году. Компания «КСЭ» фокусируется на предоставлении услуг по доставке документов и товаров для клиентов в сегменте B2B, одновременно расширяя свое присутствие в B2C-секторе. В дополнение к этому, она развивает собственный логистический центр, насчитывающий свыше 300 легковых и грузовых автомобилей, и уделяет внимание развитию складских операций, включая фулфилмент.
В 2006 году она присоединилась к международному дистрибьюторскому альянсу GDA и через год стала официальным партнером международной курьерской службы Aramex International Couriers. Благодаря этому компания расширила свою сеть доставки до 218 стран, включая регионы с особыми условиями, такие как страны Африки, арабские государства, а также Иран, Ирак и Палестина, предлагая услуги доставки «от двери до двери». В России у «Курьер Сервис Экспресс» более 150 региональных отделений и более 100 представительств, а штат сотрудников превышает 5000 человек. Зона обслуживания — 27 тысяч населенных пунктов России. Общая площадь складов и центров сортировки компании составляет свыше 100 000 м².

## Этапы развития компании
1997 год
— Открытие первого офиса компании в Москве.
2002 год
— Расширение присутствия на рынке с открытием первого филиала в Санкт-Петербурге.
2006 год
— Запуск услуги международной доставки, что позволило компании выйти на международный уровень.
2010 год
— Получение первой лицензии таможенного перевозчика и таможенного представителя.
2012 год
— Формирование собственного автопарка, насчитывающего более 100 единиц техники.
2016 год
— Открытие 100-го филиала «КСЭ» в России и запуск франшизы.
2017 год
— Получение сертификата ISO 9001:2015, открытие офисов в Казахстане и запуск крупной сортировочной ленты на Угрешской в Москве.
2019 год
— Внедрение услуги LTL (сборный груз) и открытие 100-го офиса франшизы.
2020 год
— Запуск оферты для E-COM, открытие склада в Томилино с новой крупной сортировочной лентой.
2021 год
— Запуск услуги «Вам посылка» для сегмента C2C и автоматизация части бизнес-процессов.
2022 год
— Покупка компании DP Express, открытие офиса в Узбекистане.
2023 год
— «Курьер Сервис Экспресс» и турецкая транспортная компания UMT LOGISTICS заключили соглашение о партнерстве. Соответствующий договор был подписан в рамках выставки ECOM Expo2023 представителями «КСЭ» и UMT LOGISTICS 7 июня 2023 года.

## Премии и награды

### Лучший логистический оператор по курьерским и экспресс-доставкам
В 2021 году, во время 17-й церемонии вручения наград конкурса «Национальная премия — Логистика года», проведённой Международной академией логистики и управления цепочками поставок, «Курьер Сервис Экспресс» получил награду за звание «Лучшего логистического оператора в сфере курьерских и экспресс-доставок».

### Логистика года
В 2022 году, на XVIII Церемонии вручения наград в рамках конкурса «Национальная премия — Логистика года», организованной Международной Академией Логистики и Управления цепями поставок, компания «Курьер Сервис Экспресс» была удостоена премии «Логистика года».

### Инновационное решение года
20 октября 2023 года в Москве, во время проведения конференции SCM Pharm по теме «Логистика лекарственных средств», состоялась церемония награждения победителей в области фармацевтической логистики и качества.
Компания «Курьер Сервис Экспресс», VQLab и Сеченовский университет были награждены в категории «Инновационное решение года» за создание концепции будущей системы для мониторинга условий хранения медицинских препаратов.

### Лучшее решение в развитии дистрибьюторской сети
5 октября, 2023, состоялась VIII церемония награждения в номинации «Национальная премия — Логистика года», организатором которой выступала Международная Академия Логистики и Управления цепями поставок.
«Курьер Сервис Экспресс» был удостоен Национальной Премии в области логистики за «Лучшее решение в развитии дистрибьюторской сети» в сфере фармацевтики.

## Социально ориентированная деятельность

### Природоохранная поддержка
В 2018 году компания «Курьер Сервис Экспресс» вступила в партнёрство с выставкой «Первозданная Россия», которая является фестивалем, отданном дикой природе через фотографию.
Сергей Горшков, известный фотограф и друг «Курьер Сервис Экспресс», в сотрудничестве с компанией представил несколько переизданий своих фотоальбомов, включая «Русская Арктика. Остров Врангеля», «69 Параллель» и «Плато Путорана».
23 июля 2021 года, Сергей Горшков установил флаг «Курьер Сервис Экспресс» на Северном Полюсе, во время экспедиции совместно с российским путешественником Федором Конюховым.

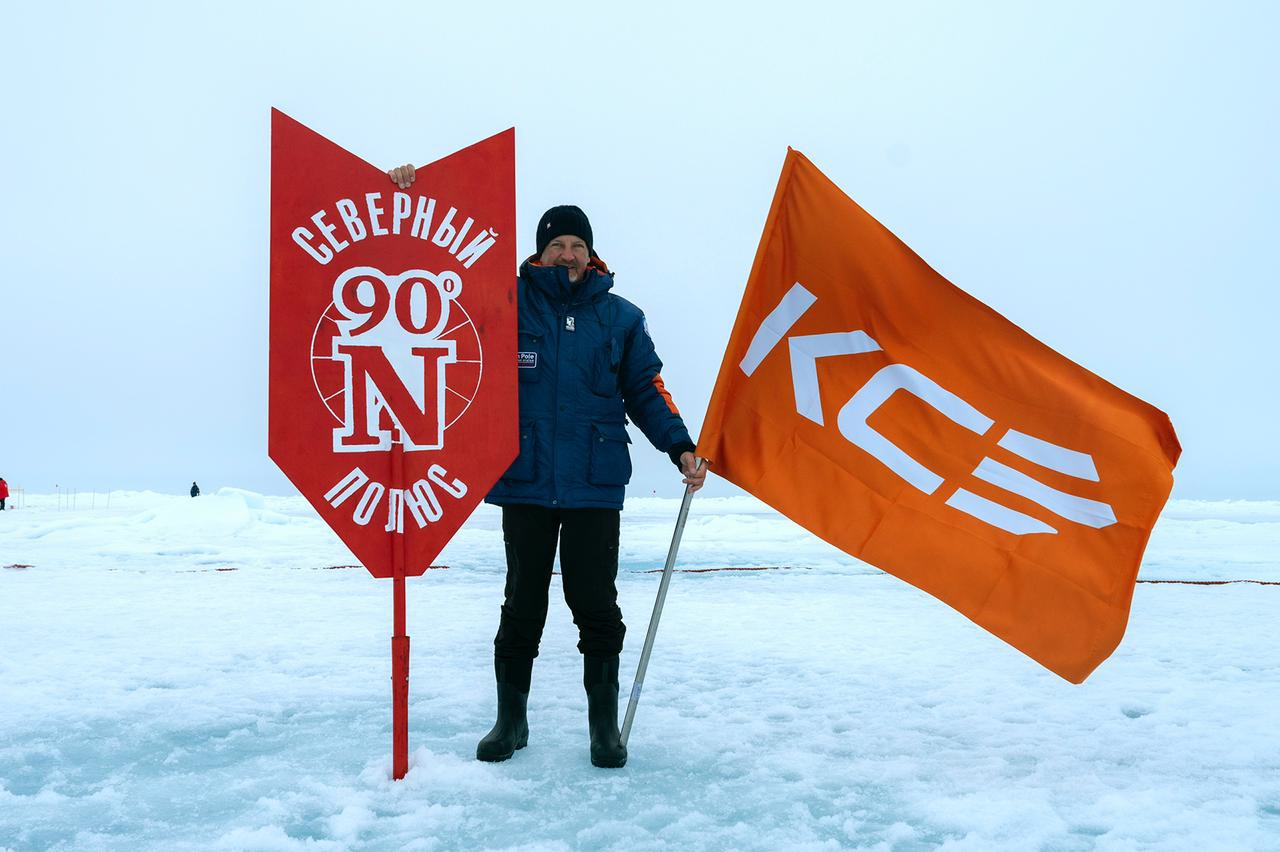
Сергей Горшков с установленным флагом КСЭ в Арктике

### Благотворительность
«Курьер Сервис Экспресс» активно оказывает поддержку благотворительному фонду «Арифметика добра». Данная организация стремится предоставить детям-сиротам возможность получить дополнительное образование по ключевым школьным предметам и помочь им в подготовке к выпускным экзаменам для успешного поступления в высшие учебные заведения.